# Trana
Trana és un comune (municipi) de la ciutat metropolitana de Torí, a la regió italiana del Piemont, situat a uns 25 quilòmetres a l'oest de Torí. A 1 de gener de 2019 la seva població era de 3.825 habitants.
Trana limita amb els següents municipis: Avigliana, Cumiana, Giaveno, Piossasco, Reano i Sangano.